# Plumularia setaceoides
Plumularia setaceoides är en nässeldjursart som beskrevs av V.S. Bale 1882. Plumularia setaceoides ingår i släktet Plumularia och familjen Plumulariidae. Inga underarter finns listade i Catalogue of Life.